# 竹下司津男
竹下 司津男（たけした しづお、1968年（昭和43年）5月19日 - ）は、日本の政治家。元福岡県古賀市長（1期）。

## 来歴
福岡県古賀市栄町商店街出身。福岡県立福岡高等学校、早稲田大学卒業。早大の政治サークル鵬志会出身。
2010年古賀市長選挙
11月28日執行。自由民主党の支援を受け、現職の中村隆象を937票差の接戦で破り初当選。12月23日に市長に就任。
※当日有権者数：45,844人 最終投票率：50.30%（前回比：pts）
| 候補者名   | 年齢 | 所属党派 | 新旧別 | 得票数   | 得票率 | 推薦・支持 |
| ---------- | ---- | -------- | ------ | -------- | ------ | ---------- |
| 竹下司津男 | 42   | 無所属   | 新     | 11,892票 | 52.05% |            |
| 中村隆象   | 62   | 無所属   | 現     | 10,955票 | 47.95% |            |

2014年古賀市長選挙
11月30日に行われた市長選は、現職、元職、元県議、元市議ら計6人の候補者が争う乱戦となった。前職の中村隆象に破れ落選。
※当日有権者数：46,146人 最終投票率：49.82%（前回比：-0.48pts）
| 候補者名   | 年齢 | 所属党派 | 新旧別 | 得票数  | 得票率 | 推薦・支持 |
| ---------- | ---- | -------- | ------ | ------- | ------ | ---------- |
| 中村隆象   | 66   | 無所属   | 元     | 6,600票 | 29.04% |            |
| 竹下司津男 | 46   | 無所属   | 現     | 5,648票 | 24.85% |            |
| 前田宏三   | 65   | 無所属   | 新     | 5,341票 | 23.50% |            |
| 松島岩太   | 47   | 無所属   | 新     | 3,104票 | 13.66% |            |
| 清原哲史   | 66   | 無所属   | 新     | 1,857票 | 8.17%  |            |
| 安松禧議   | 68   | 無所属   | 新     | 178票   | 0.78%  |            |

2019年古賀市議会議員